# دوغ هوارد
دوغ هوارد (بالإنجليزية: Doug Howard)‏ (6 فبراير 1948 في الولايات المتحدة - ) هو لاعب كرة قاعدة ولاعب كرة سلة أمريكي في مركزي قاعدي أول ‏ ولاعب دفاع ‏. لعب مع سانت لويس كاردينالات وكليفلاند إنديانز.

## وصلات خارجية
- دوغ هوارد على موقع دوري كرة القاعدة الرئيسي (الإنجليزية)
- دوغ هوارد على موقعبيزبول رفرنس.كوم (الدوري الرئيسي) (الإنجليزية)
- دوغ هوارد على موقعبيزبول رفرنس.كوم (الدوري الثانوي) (الإنجليزية)
- دوغ هوارد على موقع مشجعي الرسوم البيانية (الإنجليزية)
- دوغ هوارد على موقع كلية كرة السلة في سبورتس رفرنس.كوم (الإنجليزية)